# Gouvernement Lehto
République de Finlande
Karjalainen I  Virolainen 
Le gouvernement Lehto est le 48ème gouvernement de la République de Finlande, qui a siégé 270 jours du 18 décembre 1963 au 12 septembre 1964.